# The Curtis Fuller Jazztet with Benny Golson
| Recensione | Giudizio |
| ---------- | -------- |
| AllMusic   | [ 2 ]    |

The Curtis Fuller Jazztet with Benny Golson  è un album di Curtis Fuller con il sassofonista Benny Golson, pubblicato dalla Savoy Records nel 1959.

## Tracce
Lato A
1. It's Alright with Me – 7:35 (Cole Porter)
2. Wheatleith Hall – 14:00 (Dizzy Gillespie)
3. I'll Walk Alone – 6:45 (Jule Styne, Sammy Cahn)

Lato B
1. Arabia – 6:30 (Curtis Fuller)
2. Judy's Dilemma – 5:30 (Curtis Fuller)

## Musicisti
- Curtis Fuller - trombone, arrangiamenti
- Benny Golson - sassofono tenore
- Lee Morgan - tromba
- Wynton Kelly - pianoforte
- Paul Chambers - contrabbasso
- Charlie Persip - batteria[5]